# Brian Windhorst
Brian Windhorst, född 29 januari 1978, är en amerikansk sportjournalist och författare.
Han har bevakat den nordamerikanska professionella basketligan National Basketball Association (NBA) sedan 2003. Mellan 2003 och 2010 gjorde Windhorst det för dagstidningarna Akron Beacon Journal och Cleveland Plain Dealer. Sedan 2010 har han gjort det för den nationella TV-kanalen ESPN. Windhorst har också bevakat extra noga den amerikanske basketspelaren LeBron James sedan 1999 eftersom de gick på samma high school St. Vincent-St. Mary High School i Akron i Ohio.
Windhorst avlade en kandidatexamen i journalistik vid Kent State University.